# Башня из слоновой кости (Подпольная империя)
«Башня из слоновой кости» (англ. «The Ivory Tower») — второй эпизод телесериала канала HBO «Подпольная империя», премьера которого состоялась 26 сентября 2010 года. Сценарий написал автор сериала и исполнительный продюсер Теренс Уинтер, а режиссёром стал исполнительный продюсер Тим Ван Паттен.
Наки навещает агент Нельсон Ван Алден. Джимми вынужден платить Наки большую сумму денег. Маргарет навещает Ван Алден и Илай, каждый из которых ищет различные стороны её истории о смерти мужа.

## В главных ролях
- Стив Бушеми — Енох "Наки" Томпсон
- Майкл Питт — Джеймс "Джимми" Дармоди
- Келли Макдональд — Маргарет Шрёдер/Томпсон
- Майкл Шеннон — Нельсон Ван Алден
- Ши Уигхэм — Илаэс "Илай" Томпсон
- Алекса Палладино — Анджела Дармоди
- Майкл Стулбарг — Арнольд Ротштейн
- Стивен Грэм — Аль Капоне
- Винсент Пьяцца — Чарли Лучано
- Пас де ла Уэрта — Люси Данцигер
- Энтони Лациура — Эдвард Ансельм "Эдди" Кесслер — помощник и дворецкий Наки.
- Пол Спаркс — Мечислав "Микки Дойл" Кузик
- Дэбни Коулмен — коммодор Льюис Кестнер — наставник и предшественник Наки; отец Джимми.

## Сюжет
В Чикаго, на похоронах гангстера "Большого Джима" Колосимо, репортёры расспрашивают Аля Капоне и Джонни Торрио об убийстве Колосимо.
В Атлантик-Сити, Ван Алден расспрашивает Наки об ограблении и перестрелке, которые он расследует, раскрывая его подозрения, что Ганса Шрёдера подставили. Брат Наки, Илай, навещает Маргарет Шрёдер в её больничной палате, доставляя конверт с деньгами и подчёркивая сообщённое участие Ганса в криминальной деятельности. Наки противостоит бутлегеру Микки Дойлу в тюрьме, говоря Дойлу, что операция передана Мелку Уайту. Джимми Дармоди покупает дорогие рождественские подарки для своей семьи на часть своей доли от доходов с ограбления.
В Нью-Йорке, Лаки приводит Фрэнки Йейла Ротштейну. Ротштейн угрожающе расспрашивает Йейла о его участии в убийстве Колосимо. Джимми навещает свою мать Джиллиан, танцовщицу, и дарит ей дорогое ожерелье, заменяя то, которое она продала, чтобы поддержать семью во время его детства. Затем он идёт на работу, где Наки противостоит ему из-за ограбления и перестрелки в лесу. После того, как Джимми признаёт о своём и Капоне участии, Наки увольняет его и требует дополнительные $3000 доли от доходов.
Ротштейн звонит Наки и требует $100 000, чтобы покрыть свои убытки от грабежа, указывая на то, что член его семьи был среди жертв перестрелки. Наки отказывает в требовании. Ван Алден навещает Маргарет в её доме, говорит ей, что он считает, что её муж не участвовал в ограблении, и спрашивает о её вовлечении с Наки.
В доме коммодора, Наки и коммодор обсуждают избирательные права женщин. Коммодор отвергает идею, снисходительно используя свою чёрную прислугу, Луанн, чтобы продемонстрировать свою убеждённость в том, что женщины психически непригодны для голосования.
После того, как Ван Алден пишет жене домой, он снимает ленточку для волос, которую он взял у Маргарет, и нюхает её. Маргарет навещает Наки и возвращает деньги, которые её дал Илай. Они обсуждают покойную жену Наки, финансовое положение Маргарет, и энтузиазм Маргарет к чтению, что оказывается впечатляет Наки.
Джимми крадёт ожерелье у мамы и перепродаёт его для того, чтобы расплатиться с Наки. Наки демонстрирует изменение в своём отношении, сразу споря и проигрывая $3000 за игрой в рулетку.
Раненый выживший при ограблении оказывается на месте перестрелки.

## Производство
Сценарий к эпизоду был написан автором сериала и исполнительным продюсером Теренсом Уинтером, а срежиссировал его Тим Ван Паттен. Это первый режиссёрский эпизод Ван Паттена в сериале. Он позже снял эпизоды "Бродвейский экспресс", "Семейные ограничения" и "Возвращение к нормальности".
Сюжет о смерти Большого Джима Колосимо является невымышленной историей в "Башне из слоновой кости". Как показано в пилоте, Фрэнки Йейл убивает Джима по приказу Джонни Торрио. Было широко распространено мнение, что Торрио заказал убийство Колосимо, чтобы банда смогла войти в прибыльный бутлегерский бизнес.

## Реакция

### Реакция критиков
IGN дал эпизоду 8 баллов из 10, называя его "... эпизод, который, в некоторых отношениях, лучше, чем пилотный." Они продолжили восхвалять представление Бушеми в роли Наки, сказав: "Вот, Бушеми легко переключается между сладкоречивым политиком и в двух шагах от гангстера, и при этом исключает все предыдущие сомнения, что Наки не внушает такое грозное присутствие, как Тони Сопрано."

### Рейтинги
Рейтинги «Башни из слоновой кости» упали до 3,329 миллионов зрителей во время первого показа.